# Adelard van Bath

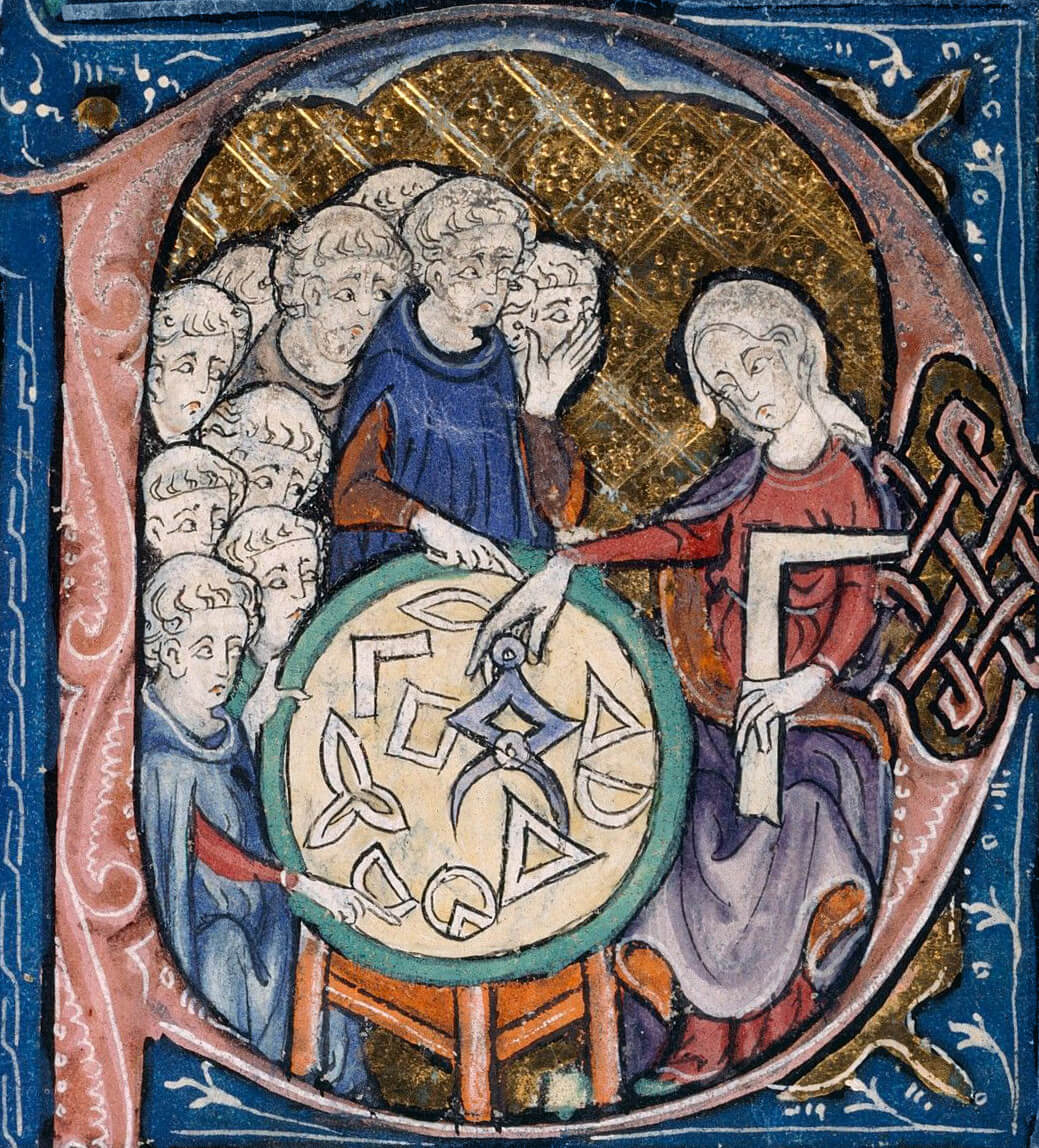
Het voorblad van de Latijnse vertaling door Adelard van Bath van de Elementen van Euclides, circa 1309-1316; de oudst bewaard gebleven Latijnse vertaling van de Elementen is een 12e-eeuwse werk van Adelard, die het werk van het Arabisch in het Latijn vertaalde.

Adelard van Bath (Latijn: Adelardus Bathensis, ca. 1080 - ca. 1152) was een 12e-eeuwse Engels geleerde, scholastiek filosoof en benedictijn die vooral bekendstaat om zijn bijdragen aan de introductie van de Arabische wetenschap in het westen.
Hij is bekend om zijn oorspronkelijke werken en zijn vertalingen van vele belangrijke wetenschappelijke werken over astrologie, astronomie, filosofie en wiskunde van het Arabisch in het Latijn, waaronder ook een aantal zeer belangrijke Oudgriekse teksten, die intussen in het Arabisch waren vertaald. Op deze wijze (her)introduceerde Adelard van Bath deze werken in West-Europa.
Hij studeerde in Tours, waarna hij enige tijd lesgaf in Laon. Daarna reisde hij naar Zuid-Italië, Syracuse in Sicilië en Antiochië op de grens van Syrië en Turkije. In 1122 had hij zich in Bath in het graafschaf Somerset in Engeland gevestigd. Hij was een tijdgenoot van Willem van Conches. Als edelman was hij verder bedreven in zowel de valkerij als in het bespelen van de harp.

## Achtergrond
Adelard hoorde bij de eersten die het Indische getallensysteem in Europa introduceerden. Hij schreef een boek Liber algorismi de Numero Indorum. Zijn originele werken als Quaestiones Naturales (Vragen over de natuur), De Eodem et Diverso (Over hetzelfde en het andere) en de korte verhandeling Over vogels waren in de vorm van een briefwisseling aan zijn neef gericht.
In de Quaestiones Naturales zegt hij dat hij tegemoetkomt aan een wens van zijn neef om te horen wat Adelard had geleerd "van de onderzoekingen van de Arabieren". In de andere werken geeft Adelard Griekse en Engelse kennis door.
Adelard had ook een belangstelling voor de natuurwetenschappen: hij vroeg zich af wat de vorm van de aarde was. Adelard dacht dat hij rond was en wierp ook de vraag op hoe de aarde stil blijft staan in de ruimte en hoever een steen kan vallen door een tunnel in de aarde (vergelijk massamiddelpunt).
Hij speculeerde dat materie niet vernietigd kan worden - vergelijk de behoudswetten. Ook vroeg hij zich af waarom water moeite heeft om uit een vat te stromen dat wordt omgekeerd (zie atmosferische druk). Vele van de andere vragen die Adelard bespreekt weerspiegelen de tijdgeest. In Over hetzelfde en het andere zet hij de deugden van de Zeven vrije kunsten af tegen wereldse belangen.
In de Quaestiones Naturales schreef hij
"Als we de verbazende rationele schoonheid van het heelal waarin we wonen de rug zouden toekeren, verdienden we om eruit gezet te worden, als een gast die geen waardering heeft voor het huis waar hij ontvangen wordt."

## Hoofdwerk
Hij vertaalde de astronomische tabellen van al-Khwarizmi en de verkorte versie van de Inleiding tot de astrologie van Abū Ma'shar. Hij schreef korte verhandelingen over de abacus (Regulae abaci) en over het astrolabium. Hoewel de Elementen van Euclides al in het Byzantijnse Rijk bekend waren in het oorspronkelijke Grieks was de tekst in het Westen verloren gegaan tot Adelard hem omstreeks 1120 uit het Arabisch vertaalde in het Latijn. Rouse Ball beweert dat Adelard vermomd als een islamitische student in Córdoba de hand legde op een Arabische vertaling Maar Burnett vond geen aanwijzingen voor een reis naar Cordoba.
Campanus van Novara kon waarschijnlijk beschikken over Adelards vertaling van de Elementen. Zijn uitgave was de eerste die later in druk verscheen in Venetië in 1482. Tot in de zestiende eeuw zou deze uitgave het voornaamste leerboek voor wiskundigen in West-Europa zijn.

## Verder lezen
- (en)  Hannam, James, (2009). God's Philosophers: How the Medieval World Laid the Foundations of Modern Science. London: Icon Books.
- (en)  Ball, Philip, (2008). "Triumph of the medieval mind," Nature, Vol. 452, pp. 816–818.
- (en)  Burnett, Charles, ed. and trans. (1999). Adelard of Bath, Conversations with His Nephew: On the Same and the Different, Questions on Natural Science and On Birds. With the collaboration of Italo Ronca, Pedro Mantas España, and Baudouin van den Abeele. Cambridge: Cambridge University Press. ISBN 0-521-39471-6
- (en)  Burnett, Charles, (1987). Adelard of Bath: an English scientist and Arabist of the early twelfth century. Warburg Institute, University of London.
- (en)  Clagett, Marshall, Adelard of Bath, Dictionary of Scientific Biography, volume 1, p 61–64, Charles Scribner's Sons, New York, 1970, 0684101149
- (en)  Cochrane, Louise, (1995). Adelard of Bath: The First English Scientist. London: British Museum Press. paperback ISBN 0-7141-1748-X
- (en)  Haskins, Charles H., (1927). "Adelard of Bath,"pp. 20–42 in Haskins, Studies in the History of Medieval Science. Cambridge: Harvard University Press.
- (en)  Thorndike, Lynn., (1923). A History of Magic and Experimental Science: During the First Thirteen Centuries of Our Era, Volume II. Columbia University Press, New York and London, 1036 pages. pp. 19–49. ISBN 0-231-08795-0
- (en)  Lyons, Jonathan., (2009 ). The House of Wisdom: How the Arabs Transformed Western Civilization. New York : Bloomsbury Press.